# Покателло (вождь)
Вождь Покателло (наст. имя Тондзаоша; род. 1815 года — ум. в октябре 1884 года) — вождь северных шошонов — коренного народа на западе Северной Америки. Он возглавил борьбу против засилья поселенцами территорий, которые принадлежали коренным жителям Америки (индейцам). После заключения мира с США, Покателло вместе со своими людьми переехал в резервацию в Айдахо, где он был вождём шошонов во время борьбы за выживание, которая последовала после их переезда. В честь Покателло был назван город в штате Айдахо.

## Биография
Покателло родился в 1815 году. В конце 1840-х годов, во время его прибытия в Юту, он уже был вождём. В 1850-х годах он возглавил серию атак против отрядов приезжих поселенцев на Территории Юты и вдоль Орегонского пути. Он получил репутацию среди лидеров мормонов и индейских агентов как главарь банды коренных американцев. Бригам Янг — лидер мормонов, пытался проводить политику примирения и успокоения с шошонами, но прибывшая на Территорию Юты армия США в 1858 году усилила напряжённые отношения между шошонами и поселенцами.
В январе 1863 года Покателло получил сообщение о том, что армия США во главе с полковником Патриком Эдвардом Коннором двинулась из Форта-Дугласа для того, чтобы наказать шошонов. У Покателло была возможность увести своих людей от армии США, чтобы избежать впоследствии резню на Бэр-Ривер. Покателло искал мира после изгнания шошонов армией США. Покателло согласился прекратить свои атаки на поселенцев Орегонского пути Южного Айдахо, если правительство предоставит компенсации в виде земель, которые были отняты у индейских племён злоумышленниками. По Форт-Бриджерскому договору Покателло согласился переселить своих людей в резервацию Форт-Холл вдоль реки Снейк. Хотя правительство США и обещало ежегодно выплачивать 5 000 долларов, жизнь шошонов находилась в крайне затруднительном положении, которая усложнялась внутриплеменной борьбой.
В 1875 году, столкнувшись с голодом среди своих людей, Покателло возглавил их и направил к ферме, принадлежавшей мормонским миссионерам Джордж-Хилла в Коринне в штате Юта, в надежде на то, что обращение людей в мормонизм поможет облегчить их страдания. Хотя миссионеры охотно крестили шошонов, местное белое население не приняло их и активно выступало за их изгнание. В итоге, армия США заставила шошонов вернуться в резервацию Форт-Холл. В конце 1870-х годов Покателло предоставил право на проезд Джею Гулду для того, чтобы расширить Северные железные дороги и железные дороги Юты через резервацию Форт-Холл. Расширение железных дорог было вызвано всё увеличивавшимся потоком переселенцев на Территории Юты, из-за обнаружившихся там залежей золота. Город Покателло в Айдахо был основан вдоль железной дороги в это время и был назван в честь вождя шошонов.
После смерти Покателло в 1884 году, его тело было захоронено в глубоком источнике вместе с его одеждой, огнестрельным и холодным оружиями, охотничьей экипировкой. Также было убито 18 лошадей, которые были положены поверх тела Покателло.